# Sender Eschberger Hof
Der Sender Eschberger Hof war eine Sendeeinrichtung in Saarbrücken, welche von 1953 bis 1958 zur Verbreitung des Programms von Telesaar nach der französischen Fernsehnorm auf der Frequenz 177,15 MHz mit 100 Watt Strahlungsleistung diente. Als Antennenträger wurde ein freistehender Stahlfachwerkturm neben dem Ausflugslokal Eschberger Hof auf dem Eschberg verwendet.
Der Sender, der von Saarbrücken aus per Richtfunkantenne die Signale zum Sendemast sendete, war dadurch in Saarbrücken und Umgebung empfangbar.
Nach der Einstellung des Programms von Telesaar am 15. Juli 1958 wurde er noch für die Übertragung des ARD-Programms nach französischer Norm verwendet. Endgültig aus dem Betrieb genommen wurde er am 22. Oktober 1959, als der Saarländische Rundfunk seinen Fernsehsender auf der Göttelborner Höhe in Betrieb nahm.